# Egon Lánský
Egon Lánský, také Egon T. Lánský, rozený Egon Löwy, (23. července 1934 Trenčín – 25. listopadu 2013 Praha) byl český publicista, bojovník proti komunismu a politik (místopředseda vlády ČR a senátor, člen ČSSD).

## Biografie
Jeho otec, lékař, utekl do Anglie v roce 1939, když nacisté obsadili České země. Po Slovenském národním povstání, kdy byla zahájena druhá vlna židovských deportací, se jeho matce, také lékařce, za pomoci přátel na čas podařilo rodinu hospitalizovat v místní nemocnici. Později byli také deportování přes sběrný tábor v Seredi a Osvětimi do Terezína, kde se dočkali osvobození.
Po 2. světové válce se vrátili do Trenčína a rodinné jméno změnili na Lánský. Už jako Egon Lánský odmaturoval, pak byl ale pro protikomunistické aktivity třikrát vyloučen z vysokých škol. Pracoval v hutích na Kladně, později u podniku Dental v Praze a nakonec v letech 1967–1968 v Ekonomickém ústavu ČSAV. Na jaře 1968 se stal jedním ze zakládajících členů Klubu angažovaných nestraníků.
Po srpnu 1968 odešel do Švédska, kde zpočátku pracoval v různých pomocných povoláních, než se naučil švédsky. V roce 1981 uzavřel studia historie a politologie na Karlově univerzitě v Lundu. Pracoval jako konzervativní politický komentátor pro švédský tisk, pro československou redakci londýnské BBC (1981–1984), později jako komentátor Svobodné Evropy v Mnichově. Angažoval se v různých hnutích pro Izrael, spoluzaložil Výbor solidarity s východní Evropou.
Po listopadu 1989 se vrátil do Československa, stal se mluvčím ministerstva zahraničí a pak vyslancem československé stálé mise u Rady Evropy ve Štrasburku. Po rozdělení Československa požádal o české státní občanství a pracoval jako poradce a žurnalista, než se v roce 1995 stal tiskovým mluvčím Miloše Zemana, tehdejšího předsedy ČSSD.
Ve volbách 1996 byl zvolen za okres Děčín na kandidátce ČSSD senátorem, v této funkci působil do konce legislativního období 2002. Tehdy také do této strany vstoupil a prohlásil:
„V České republice nemůžete být konzervativcem, pokud jste slušný člověk. Pravice zde postrádá to co jinde, například v Británii, má: soucit.“

V červenci 1998 se stal místopředsedou Zemanovy vlády a byl pověřen koordinací resortů zahraničí, vnitra a obrany, zejména ale přístupovými jednáními s EU. Rezignoval koncem listopadu 1999, jako už druhý člen této vlády, a uvedl zdravotní důvody. Lánskému ale byla politickými odpůrci, mezi něž měl patřit i Miloš Zeman, předhazována pomalost přístupových jednání a nepřiznané konto v Rakousku.
Zemřel v pražské Ústřední vojenské nemocnici, kde se dlouhodobě léčil. Pohřben byl na Novém židovském hřbitově na Olšanech.

## E. Lánský v registru svazků
V roce 2002 byly na iDnes publikovány informace tvrdící, že byl v roce 1960 v Trenčíně zapsán do registru svazků VKR pod krycím jménem Vojta. Po odchodu do exilu jeho řízení měla převzít zahraničně politická rozvědka ZPR (I. odbor MV). Jeho svazky byly údajně skartovány (u VKR v roce 1967, u ZPR v prosinci 1989), proto mu mohlo být vydáno negativní lustrační osvědčení. Ze stejného důvodu nebylo možné určit, jaké úkoly měl pro ZPR plnit. Lánský veškerá obvinění odmítal.

## Filmografie
- Golet v údolí (1994), jako herec v roli rabína, režie Zeno Dostál, podle románu Ivana Olbrachta

## Obchodní, řídící a správní aktivity
podle výpisu z obchodního rejstříku:
- od května 1994 jednatel a společník B.E.T. Advisory Board s.r.o.
- od dubna 1995 do února 1996 člen představenstva Matana a.s.